# Magdalena Atria
Magdalena Atria Lemaitre (Santiago de Chile, 22 de julio de 1966) es una pintora y curadora chilena perteneciente a la generación de artistas chilenos de los noventa que ha incursionado en el arte contemporáneo y la abstracción.
Estudió licenciatura en artes plásticas y licenciatura en estética en la Pontificia Universidad Católica de Chile, que posteriormente complementó en el Parsons School of Design de Nueva York. Su obra se caracteriza por la deconstrucción del color, mientras que de acuerdo al crítico de arte Waldemar Sommer, en su trabajo abstracto se observan «táctiles masas de color», aunque también algunos elementos de la abstracción geométrica presente en la plástica chilena.
El año 2005 recibió una nominación al Premio Altazor de las Artes Nacionales en la categoría pintura por Contra la naturaleza.
Ha participado en varias exposiciones individuales y colectivas durante su carrera, entre ellas las muestras Sin Miedo Ni Esperanza en el Museo Regional de Ancud (2004), Huellas: Orlando Avendaño, Francisco Copello, Magdalena Atria y Fernando Estibill, Configuraciones Improbables y Tensión Superficial en el Museo de Arte Contemporáneo de Santiago (1997, 2002 y 2003 respectivamente), Del otro lado, Arte Contemporáneo de Mujeres en Chile en el Centro Cultural Palacio de La Moneda (2006), Poetics of the Hand Made en The Museum of Contemporary Art de Los Ángeles (2007), Patios de Quito en el Museo Casa Sucre de Quito (2010) y Sonriendo desesperadamente en la Saatchi Gallery de Londres (2010), entre otras exposiciones en Chile, Brasil, Europa y Estados Unidos.